# تن‌آن
تن‌آن (به ژاپنی: 天安 Ten'an) نام یک عصر تاریخی ژاپنی (نِنگُو) بود. این عصر بعد از سایکو و قبل از جوگان قرار داشت و از فوریه ۸۵۷ تا آوریل ۸۵۹ میلادی به طول انجامید. در طی این عصر امپراتور مونتوکو و امپراتور سیوا حکمرانان ژاپن بودند.